# Långdunker

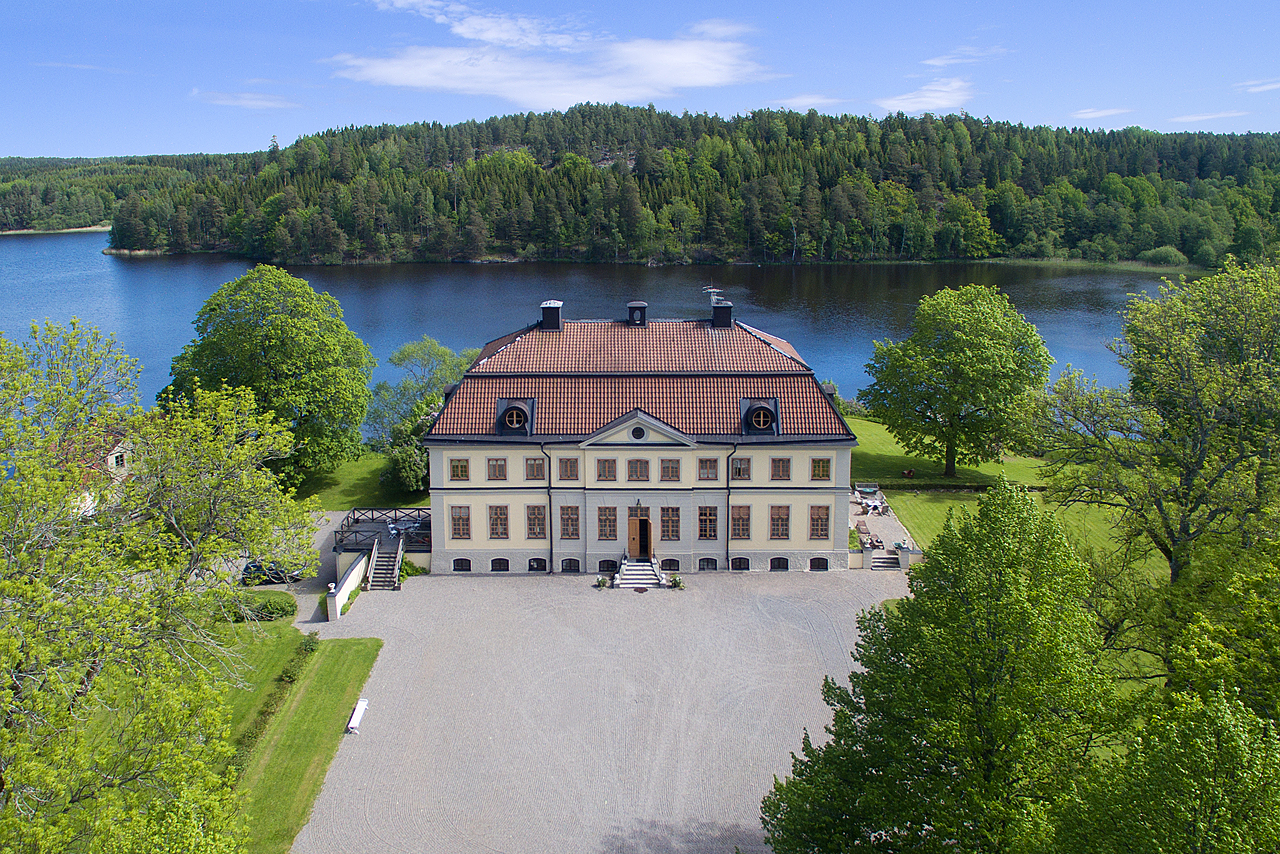
Långdunker framifrån med lillsjön i bakgrunden.

Långdunker är en herrgård i Hyltinge socken i Flens kommun, Södermanland.

## Byggnaden
Långdunker är en klassisk svensk herrgårdsbyggnad som tillskrivs slottsarkitekten Carl Hårleman. I boken ”Södermanlands slott och herremansgårdar” skriver Jane Hellstedt: ”Långdunkers corps-de-logi med sina perfekta proportioner är ett lysande bevis på 1700-talsarkitekten baron Carl Hårlemans förmåga att med ett ritstift forma ett arkitektoniskt mästerverk. Byggnaden utstrålar perfektion; fasadens blekgula fält bryts av de rusticerade hörnpilastrarna.”
Herrgårdsbyggnaden genomgick restaurering och modifiering 1930. Den omfattar 18 rum och kök jämte hallar och källarvåning med murade valv från början av 1700-talet. Arbetarbostäderna omfattar ett femfamiljshus, ett trefamiljshus, tre enfamiljshus jämte arbetarbostäderna Backastugan, Dalstugan och Ängsstugan. Ekonomibyggnaderna uppfördes vid mitten av 1800-talet och genomgick ombyggnad 1902.
Gårdens areal mäter dryga 500 hektar, innefattar två sjöar Västersjön och Lillsjön, grustag samt viltrika skogar och ekhagar. I corps-de-logiet finns gårdsarkivet för Långdunker/Sparreholm med originalritningar av Jean Eric Rehn.

## Historia
Långdunker omtalas i dokument första gången 1308 då Holmger Ulfsson (Ama) kungjorde att han var skyldig sin bror Lars 80 mark för sina syskons del i Långdunker, som omfattade 3 öresland och 12 penningland och förband sig att betala årlig avrad till han erlagt pengarna. 1434 gav Sten Petersson (Peter Finvidssons ätt) i morgongåva bland annat 3 pund korn från räntan av Långdunker. Under 1500-talet utgör Långdunker två mantal frälse, brukade av landbönder, 1562 innehas gårdarna av Björn Pedersson (Bååt), 1573 av Gustav Björnsson (Bååt). 1588 innehas de av Åke Johansson (Bååt) och lydde under Tidö slott, och genom hans dotter Kerstin Åkesdotters giftermål med Bengt Jöransson Sparre (död 1632). kom gårdarna i Långdunker att lägga under Hyltingsnäs, som 1633 blev säteri för deras son Jöran Sparre. Hans änka Anna Joensdotter fick behålla Långdunker, som 1648 gjorts till säteri, som änkesäte. Gissningsvis gjordes det till säteri med tanke att fungera som änkesäte redan från början. Långdunker kom i samband med det att få namnet Carlslund, men det slog inte igenom utan det gamla bynamnet Långdunker behölls. Under Långdunker inlades senare Lilldunker som ladugårdshemman, och gårdarna Backa och Mölentorp infogades i godset. Efter Anna Joensdotters död lades Långdunker på nytt under Sparreholm, som då styrdes av den 1695 avlidne Bengt Sparres änka, Beata Ribbing (död 1720). Under Beata Ribbings tid fungerade Långdunker som ladugård under Sparreholm, men efter hennes död fick den yngre av hennes söner, Bengt Bengtsson Sparre överta Långdunker, och avled där 1748. Bengt Sparres son Gabriel Sparre (död 1809), sålde i mitten av 1780-talet Långdunker till Johan Vilhelm Sprengtporten, som tidigare blivit till Sparreholm, och därmed förenades åter de båda gårdarna. Långdunker blev senare bostad till svärsonen till dåvarande ägaren av Sparreholm Emil Dickson, Welam Wachtmeister. Även sedan de ärvt Sparreholm valde de att bo kvar på Långdunker.